# اچ‌ام‌اس آرچر (۱۸۸۵)
اچ‌ام‌اس آرچر (۱۸۸۵) (به انگلیسی: HMS Archer (1885)) یک کشتی است که طول آن ۱۴۰ فوت (۴۳ متر) می‌باشد. این کشتی در سال ۱۸۸۵ ساخته شد.